# Bratomir
Bratomir – staropolskie imię męskie, złożone z członów Brato- ("bratu", "członkowi wspólnoty rodowej", "człowiekowi bliskiemu") i -mir ("pokój, spokój, dobro"). Imię to mogło oznaczać "ten, kto zapewnia pokój swoim bliskim".
Bratomir imieniny obchodzi 13 marca i 20 czerwca.